# Guérewol

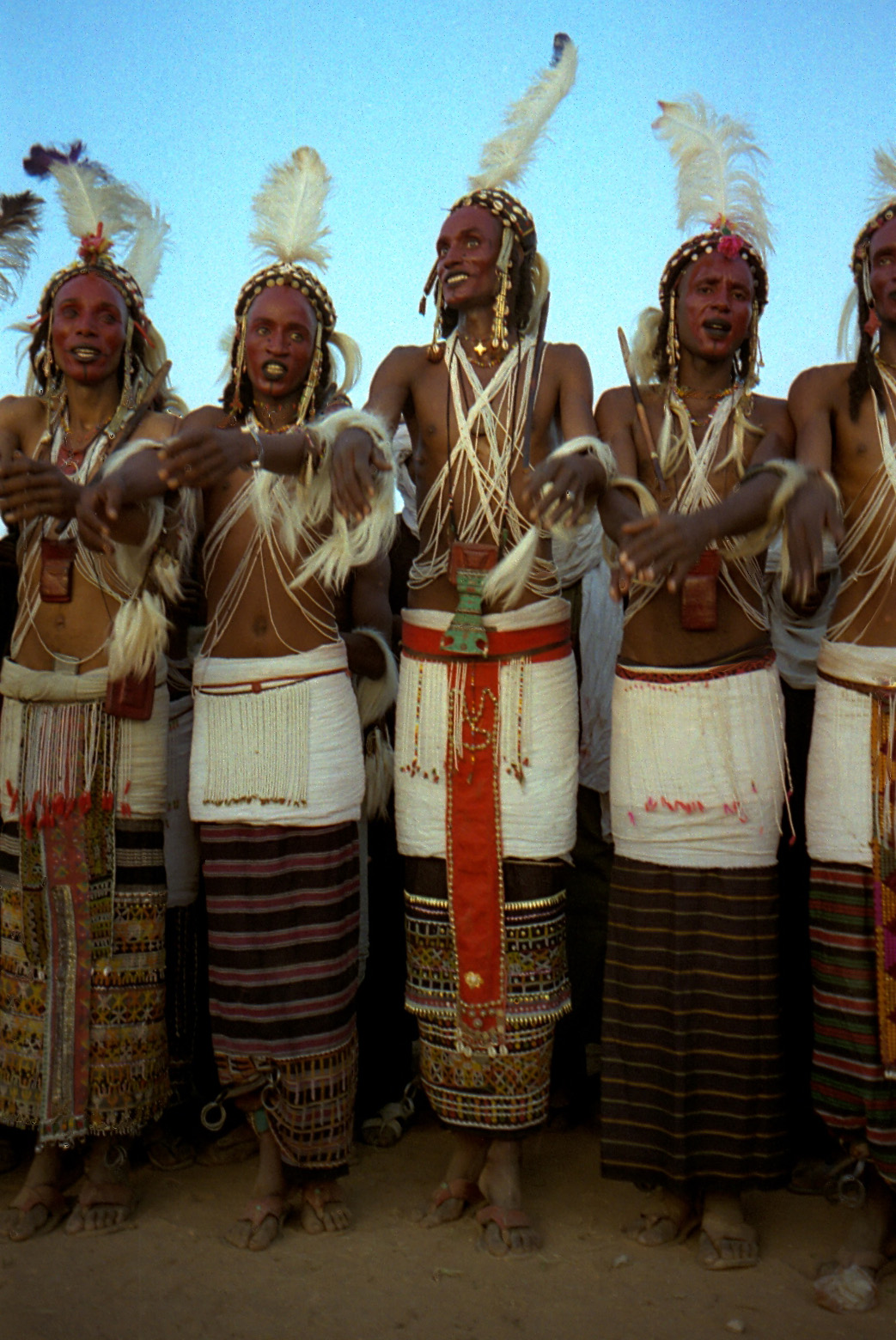
Folk som deltar i ritualen gör Guérewol dansen i en bild ifrån 1997.

Guérewol är en årlig ritual hos Wodaabe Fula-folket i Niger. Unga män klär upp sig i färgglada kläder och får en traditionell ansiktsmålning. Efter detta samlas man och dansar, sjunger och hoppas attrahera en kvinna ur stammen, att gifta sig med. 